# 茨木春日丘教会
茨木春日丘教会（いばらきかすがおかきょうかい）は、大阪府茨木市北春日丘にある、プロテスタント系の日本基督教団に所属する教会。1972年設立。
現在の礼拝堂（教会堂）の別名は光の教会（ひかりのきょうかい）。一般にはこちらの名前で呼ばれることが多い。竣工は礼拝堂が1989年、併設の教会ホール（愛称・日曜学校）が1999年。設計は1996年に国際教会建築賞を受賞することになる安藤忠雄による。牧師は1972年から2012年までが軽込昇。2012年4月より、大石健一。

## 安藤建築としてのあゆみ・特徴
茨木市の閑静な住宅街の中に位置する。1972年に当教会堂が設立された当初に建設された、最初の木造モルタル塗りの一般住宅風の簡素な教会堂は、現在教会ホール（愛称・日曜学校）が建てられている場所にあった。「新会堂」と呼ばれた現礼拝堂（光の教会）竣工後も「教会学校」等の用途のため保存されていた。
建物は安藤忠雄の建築によく見られる打放しコンクリート。礼拝堂の祭壇の後ろに当教会堂を特徴づける十字架状のスリット窓（スリット窓には元々ガラスを付ける予定がなく、風が入って寒さに耐えつつ身を寄せ合いながら祈ることを意図していたが、結局ガラスを嵌めることにした。）が壁面いっぱいに設置されており、この「光の十字架」以外に室内に十字架は無い。信者が聖書の世界をイメージするのを助けるために聖画像（聖母子像・天使像など）を装飾として多用するカトリック教会やイコンを用いる正教会の立場と異なり、それらが偶像崇拝に誤用される危険があり像や絵画を教会に置かないとする立場のプロテスタントの教会堂建築らしく、簡素な堂内である（道路に面した外壁には「風の教会」に見られるようなRCフレーム製の十字架が取り付けられている）。
床や椅子は木造であるが、工事用の足場板を流用している。木は暗い色に塗られており、「光」を強調するのに役立っているが、冬場は防寒のために足元に明るい色の電熱シートが敷かれる為に印象が変わる。通常、教会堂建築は祭壇は最も高いところにある例が多いが、当教会の礼拝堂は音楽ホールや大学の教室のように信者席が階段状になっており、一番下に祭壇がある。壁面いっぱいのスリット窓は構造上・施工上の困難が多かったという。15度の角度で斜めに室内に貫入する壁を持っているが、これは同時期の安藤忠雄設計の兵庫県立こどもの館や姫路文学館等にも似た特徴が見られる。
なお、当初は資金の問題により、当初は屋根を後から作る青空教会の案もあったが、関係者や施工会社の寄付により、竣工当初から屋根が取り付けられている。光の十字架はその位置を背面壁から天井に移して、2000年に開業した淡路夢舞台にある「ウェスティンホテル淡路」内の「海の教会」にも引き継がれた。
1995年に発生した阪神・淡路大震災の影響により、木造の旧教会堂は南側に少し傾き、保存が困難になったため改築されることになり、1999年にやはり安藤忠雄設計により現・教会ホール（愛称・日曜学校）が完成する。こちらも床や椅子は木造であるが、木材の明るい地色がそのまま生かされ、礼拝堂とは全く印象が異なる。こちらにはトイレや台所が併設されており、2階もある。信者席はフラットである。光の教会と一体となるように設計が考慮されている。子供向けの「教会学校」などが主に開かれている。この建物の1階には1988年に安藤忠雄建築研究所が製作した、光の教会の建築模型が保存・展示されている。
2005年には後ろの壁面ほぼいっぱいにドイツ、ボッシュ社製のパイプオルガンが設置される（従来設置されていたパイプオルガン（辻オルガン製）は移動式の小型のものであり、後ろの壁面はコンクリートの壁がすべて見えていた）。
2010年には安藤の設計により、牧師館が改築される。それまでの牧師館は、最初の教会堂よりもさらに一般住宅然とした木造モルタル塗りの建物であった。

## 建築概要
- 設計 - 安藤忠雄建築研究所
- 竣工 - 礼拝堂－1989年 日曜学校－1999年
- 構造 - RC壁式構造
- 施工 - 礼拝堂－竜巳建設 日曜学校－錢高組

## 所在地
- 大阪府茨木市北春日丘4丁目3 - 50

## 交通
- JR西日本東海道本線茨木駅から、近鉄バス春日丘公園行きに乗車後約10分の「春日丘公園」バス停下車1分。
- 大阪高速鉄道（大阪モノレール）国際文化公園都市モノレール線（彩都線）阪大病院前駅から徒歩約12分。

## ギャラリー

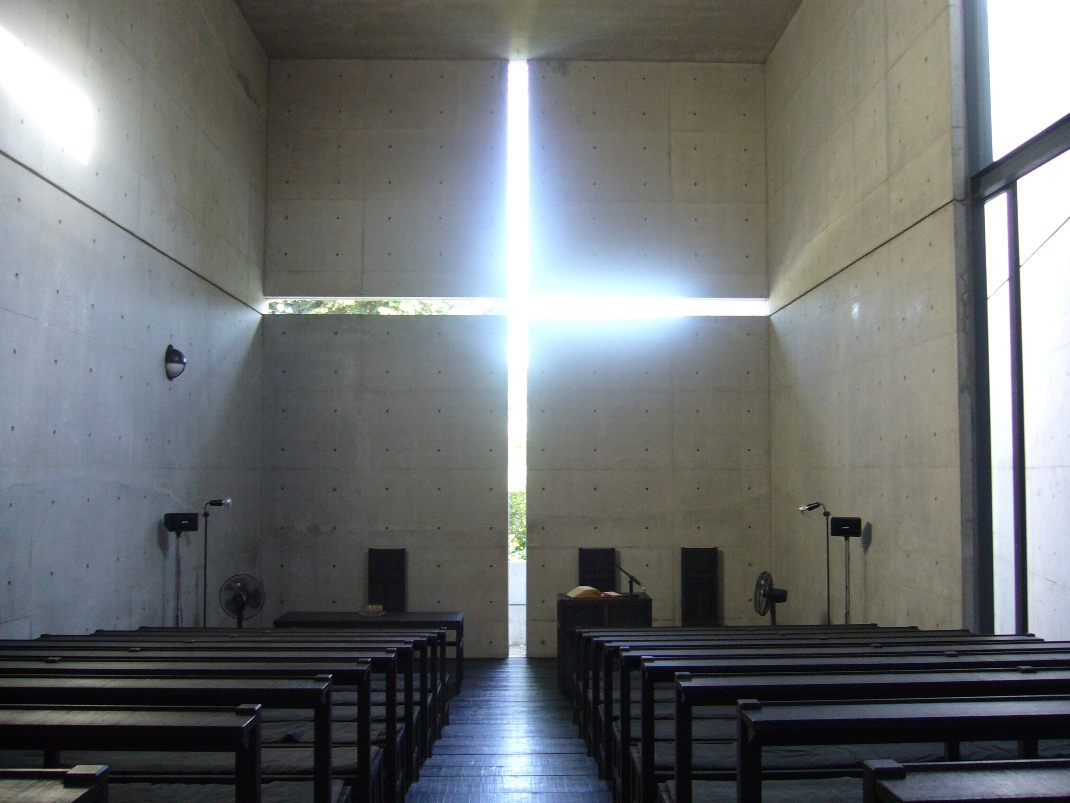
光の教会・光の十字架
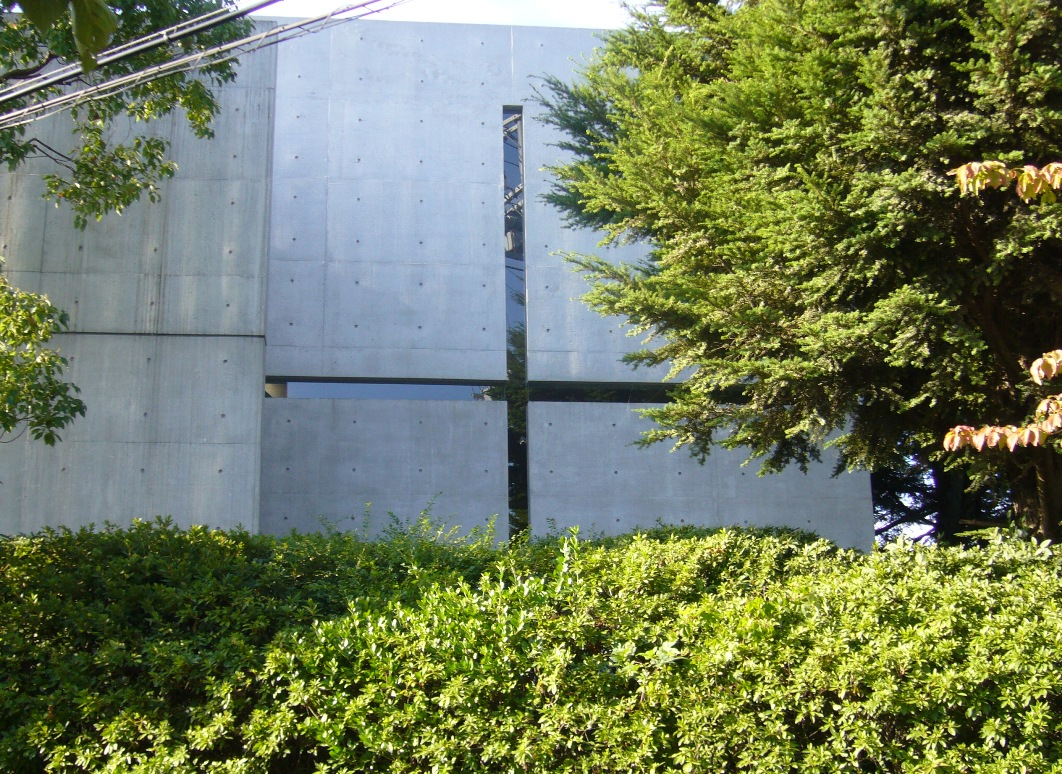
光の十字架を外部から見る
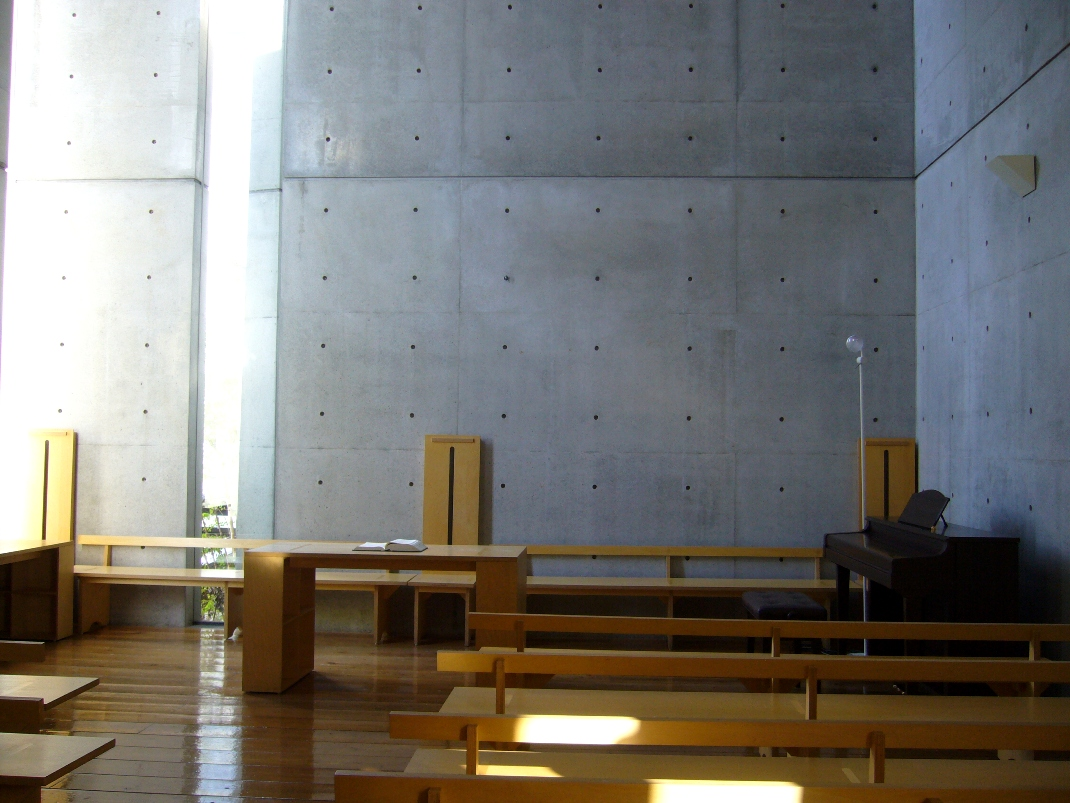
「日曜学校」内部
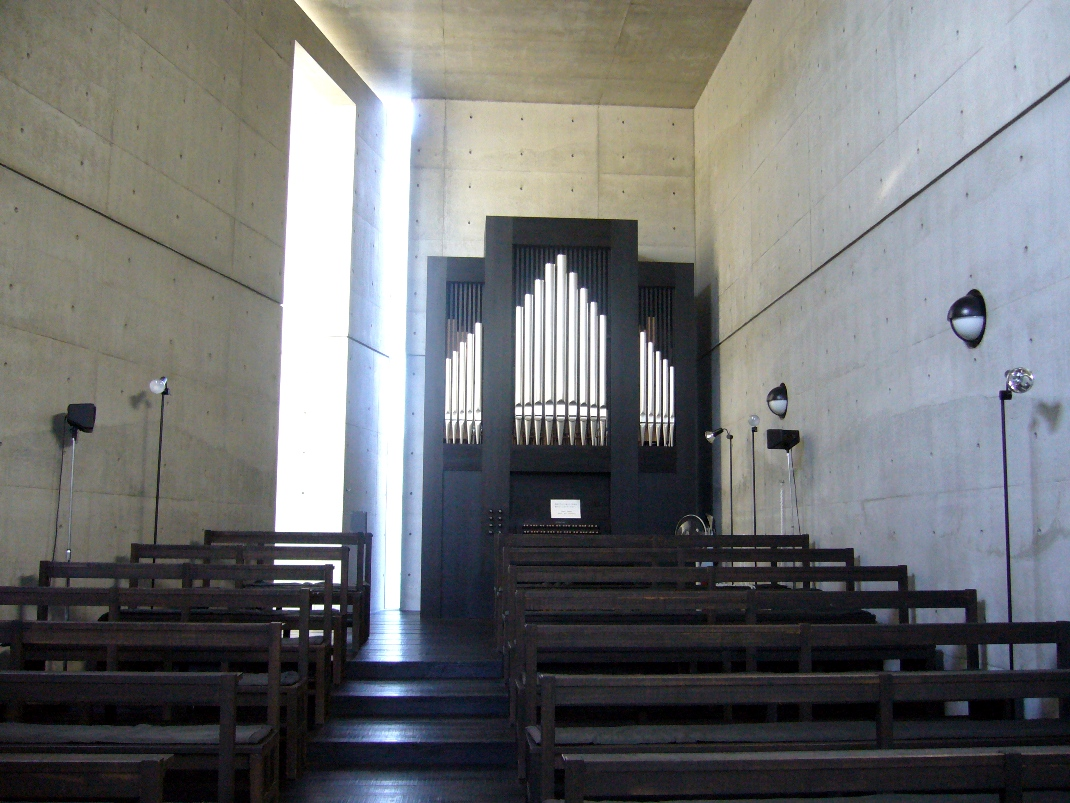
礼拝堂内のパイプオルガン